# Рачково
Рачково (пол. Raczkowo, нім. Krebsfeld) — село в Польщі, у гміні Скоки Вонґровецького повіту Великопольського воєводства.
Населення — 246 осіб (2011).
У 1975-1998 роках село належало до Познанського воєводства.

## Демографія
Демографічна структура станом на 31 березня 2011 року:
|          | Загалом | Допрацездатний вік | Працездатний вік | Постпрацездатний вік |
| -------- | ------- | ------------------ | ---------------- | -------------------- |
| Чоловіки | 130     | 32                 | 82               | 16                   |
| Жінки    | 116     | 30                 | 66               | 20                   |
| Разом    | 246     | 62                 | 148              | 36                   |